# Heeresgruppe (Wehrmacht)
Die Heeresgruppen der Wehrmacht waren Kommandobehörden, die zur Führung mehrerer Armeeoberkommandos (AOK) eingerichtet wurden und entweder direkt dem Oberkommando des Heeres, dem Oberkommando der Wehrmacht oder dem regionalen Oberbefehlshaber eines Kriegsschauplatzes unterstellt waren.

## Übersicht über die Heeresgruppen
Da die Namen der Kommandobehörden häufig wechselten, kam es zu mehrfachen Namensverwendungen. So bezeichnet der Name der „Heeresgruppe Süd“ mehrere unterschiedliche Kommandobehörden, die zu unterschiedlichen Zeiten an unterschiedlichen Schauplätzen eingesetzt waren. Um in der Übersicht zwischen diesen Kommandobehörden deutlicher trennen zu können, werden die Kommandobehörden mit all ihren Bezeichnungen aufgeführt.
- Heeresgruppe Süd → Heeresgruppe A → Heeresgruppe Süd → Heeresgruppe B (1939–1943)
- Heeresgruppe Nord → Heeresgruppe B → Heeresgruppe Mitte → Heeresgruppe Nord (1939–1945)
- Heeresgruppe C → Heeresgruppe Nord → Heeresgruppe Kurland (1939–1945)
- Heeresgruppe D (1940–1944)
- Heeresgruppe A → Heeresgruppe Südukraine → Heeresgruppe Süd → Heeresgruppe Ostmark (1942–1945)
- Heeresgruppe Don → Heeresgruppe Süd → Heeresgruppe Nordukraine → Heeresgruppe A → Heeresgruppe Mitte (1942–1945)
- Heeresgruppe E (1943–1945)
- Heeresgruppe Afrika (1943)
- Heeresgruppe B → Heeresgruppe V. → Heeresgruppe B (1943–1945)
- Heeresgruppe C (1943–1945)
- Heeresgruppe F (1943–1945)
- Heeresgruppe G (1944–1945)
- Heeresgruppe H (1944–1945)
- Heeresgruppe Oberrhein (1945)
- Heeresgruppe Weichsel (1945)

## Gliederung einer Heeresgruppe
Dem Oberbefehlshaber einer Heeresgruppe stand ein Generalstab zur Verfügung, der sich ähnlich dem eines Armeeoberkommando gliederte, in der Regel gab es jedoch keine Quartiermeisterabteilung. Die Versorgung der Truppen erfolgte direkt durch die AOK, das Oberkommando der Heeresgruppe führte in erster Linie operativ.

## Tarnbezeichnung
Kurz vor dem Überfall auf die Sowjetunion wurden die Oberkommandos der Heeresgruppen vorübergehend in Abschnittstäbe umbenannt. Die Heeresgruppe A erhielt die Bezeichnung "Abschnittstab Winter", dann "Abschnittstab Schlesien", bevor sie am 22. Juni 1941 zur Heeresgruppe Süd wurde. Die Heeresgruppe C wurde dementsprechend in "Abschnittstab Ostpreußen" (22. Juni 1941 Heeresgruppe Nord) umbenannt.